# 科達雅斯
03°50′13″S 62°03′25″W / 3.83694°S 62.05694°W

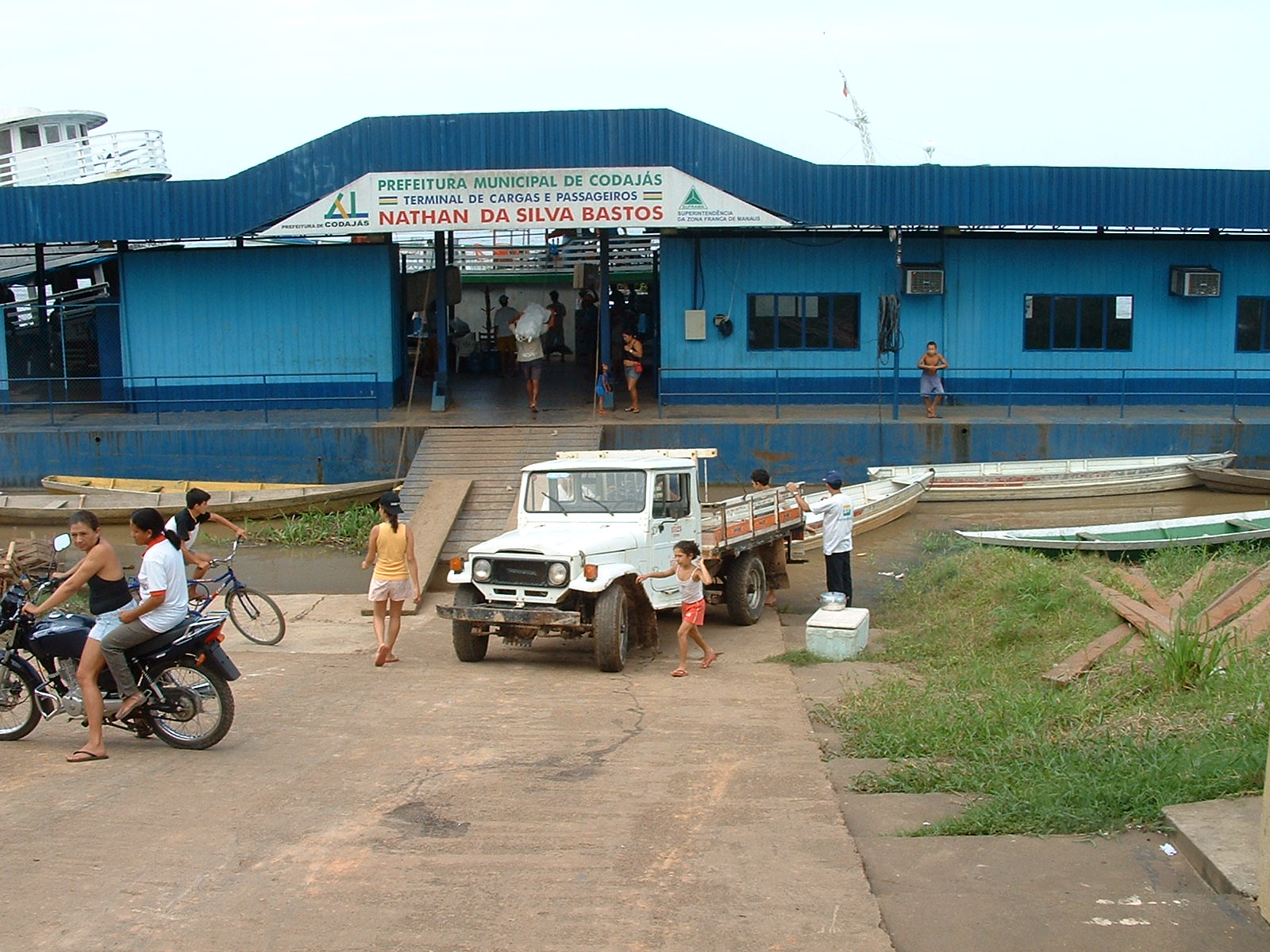
科達雅斯

科達雅斯（葡萄牙語：Codajás）是巴西的城鎮，位於該國北部，由亞馬遜州負責管轄，始建於1875年8月5日，面積18,712平方公里，海拔高度47米，2014年人口26,242，人口密度每平方公里1.4人。